# Andrea Sansovino

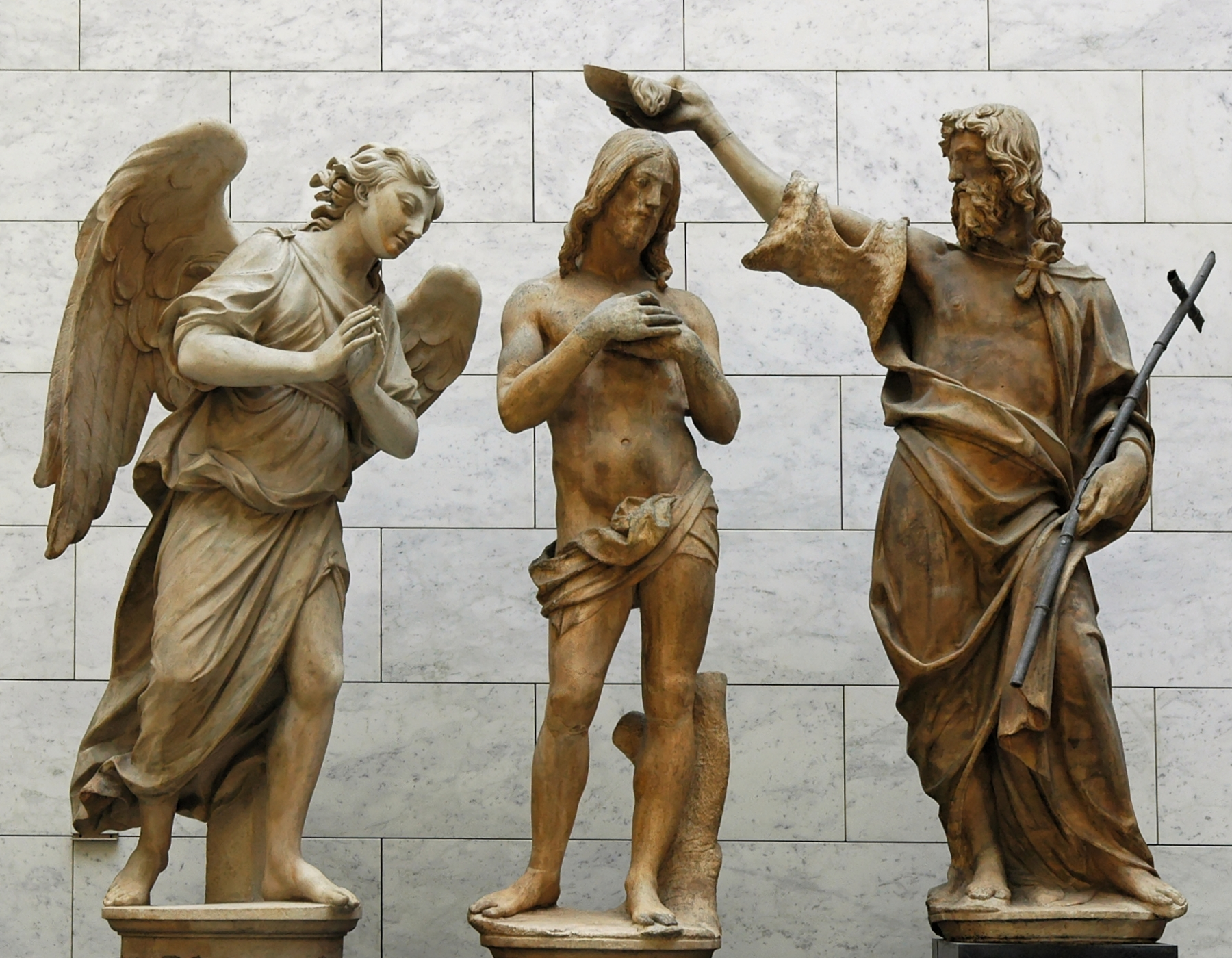
O batismo de Cristo. Museo dell'Opera del Duomo, Florença

Andrea Contucci, chamado Andrea Sansovino (Monte San Savino, c. 1467 - 1529) foi um arquiteto e escultor da Itália.
Seu estilo mostra a transição da terceira fase do Renascimento para a Alta Renascença. Sua primeira composição importante foi o Altar do Sacramento (1485-90) na Igreja do Espírito Santo em Florença, com uma alta qualidade artesanal e uma grande ênfase nas emoções. Passou vários anos em Portugal, e em 1502 estava de novo em Florença, quando começou o grupo do Batismo de Cristo, instalado na fachada do Batistério de São João. Somente o Batista é inteiramente seu, e o anjo é todo de outro artista, mas a concepção elegante, sóbria e dignificada do conjunto, junto com a grande beleza dos corpos, o torna uma das primeiras obras importantes da Alta Renascença. Também compôs uma série de frisos policromos para a Villa Medicea di Poggio a Caiano. Em 1505 foi para Roma contratado pelo papa Júlio II para executar duas tumbas quase idênticas para os cardeais Ascanio Sforza e Girolamo della Rovere na Igreja de Santa Maria del Popolo, completadas em 1509 e consideradas suas obras mais originais. Sua última grande encomenda foi supervisionar a construção de vários edifícios na cidade de Loreto e a decoração da Santa Casa local, para onde esculpiu um relevo da Anunciação de grande riqueza plástica. A suavidade e graça de seu estilo foi um contraponto à inclinação ao drama de Michelangelo.